# Dendrobium kratense
Dendrobium kratense är en orkidéart som beskrevs av Kerr. Dendrobium kratense ingår i släktet Dendrobium, och familjen orkidéer.
Artens utbredningsområde är Thailand. Inga underarter finns listade i Catalogue of Life.